# Corinne Lovera Vitali
Corinne Lovera Vitali, née le 6 mai 1960 à Grenoble, est un écrivain et poète de langue française, d'origine italienne. Elle publie également sous les initiales, en minuscules, clv.

## Biographie

### Repères biographiques
Corinne Lovera Vitali publie depuis 2002 en littérature générale et en poésie, notamment chez Gallimard, Comp'Act, ou les Éditions MF.
Elle signe également sous ses initiales clv, en minuscules, des textes de création en revues (L’Atelier contemporain, libr-critique,, Remue.net…) et donne des lectures performances, de ses textes mais aussi d'autres écrivains (Richard Brautigan, Virginia Woolf, Charlotte Delbo, David Foster Wallace, Jamaica Kincaid…),, seule ou en musique avec Les Fernandez.
Ses albums et romans pour la jeunesse sont parus chez plusieurs éditeurs dont le Rouergue, Thierry Magnier et Albin Michel Jeunesse, entre 1999 et 2017.

### L'écriture
Le style de Corinne Lovera Vitali, caractérisé par le peu ou l’absence de majuscules et de ponctuation,,, est  reconnu par son rythme,, et pour être frontal, direct, voire cru ou brutal. Ce style est notable dans tous ses textes, y compris ceux à destination des enfants, et adolescents,.
Depuis 2002, après la publication chez Gallimard de son premier roman Nitti, où « le rythme très particulier […] danse en bousculant la ponctuation et joue avec la langue parlée », son travail est exclusivement fait de monologues,, s'inscrivant dans le mouvement littéraire dit de flux de conscience ou monologue intérieur.
Son deuxième roman de littérature générale Nouvelle Vie, publié en 2004, « retrace l'épopée de ses grands-parents antifascistes ». Pour Le Temps, son écriture : « est toujours aussi surprenante, dans son rythme, ses enchaînements inattendus, sa gravité sans lourdeur, sa drôlerie mélancolique ». C'est un « récit étrange, mi-roman mi-poème [où Corinne Lovera Vitali] sort donc la langue de ses gonds, sacrifie la grammaire […] Il ressort de ce pied de nez à la syntaxe, de ce gentil mépris de la ponctuation, une force véritablement poétique».
Son roman jeunesse Lise., « Lise., avec un point dans le titre », est publié en 2005. Pour Le Matricule des anges, dans cette : « introspection longtemps refoulée » d'une adolescente hospitalisée, « l’écriture joue un rôle fondamental. Elle est la voix de Lise, voix qui est la matière du récit ». Pour Emmanuel Davidenkoff : « Lise., c'est avant tout une écriture d'une rare densité, à mi-chemin entre le monologue intérieur et le récit, une écriture qui coule et se heurte comme on pense quand les mots se bousculent dans la tête. »  Et Gérard Bialestowski écrit dans la revue Griffon : « Un être en mouvement affirme sa présence. Ici, c’est le mouvement même qui importe, et l’écriture de Corinne Lovera Vitali qui échappe à tout conformisme psychologique ».
Son livre le bravo, conçu et illustré par l'artiste Philippe Favier et publié en 2006 est selon le site Ricochet un « petit OVNI éditorial [...] Un bravo à l’arrivée de tous les bébés […] un voyage, entre sensations et corps, entre mots et rythmes ». C'est « un livre pour les bébés » : sa lecture à voix haute s'adresse en effet directement à eux à travers un travail sur le langage, les expressions, la langue,. L'enseignante chercheuse en littérature Nelly Chabrol Gagne écrit à propos de ce texte / « Ce qui m'intéresse, c'est la langue, libérée ici ou là des contraintes de la grammaire rationnelle : les mots et les images défilent selon une logique presque  corporelle, peu redevable à la logique linguistique. D'ailleurs, le texte de Corinne Lovera Vitali, parcourant dans la grammaire des trajectoires inattendues, utilise en surnombre les verbes à l'infinitif et très peu la marque du genre pour les substantifs. »
En 2006 paraît le recueil La Taille des hommes où, pour Le Matricule des anges, s'enchaînent « une volée de questions qui grésillent dans la pensée, la font tournoyer jusqu’au vertige et œuvrent pour un envol inattendu, ouvrant la voie à la définition de soi, de sa liberté, et à la quête du chant au-delà des solitudes, de la défragmentation de l’être […] on pense à certaines pages d’Henri Michaux. Langue qui se bat et s’ébroue et se débat, se cogne, se répète, rebondit et tente le dire en tout, lapsus et fautes de frappe inclus. [...] Elle sait passer les frontières, entre les genres, entre les langues, et écrit, forcément, à fleur de peau ».
En 2008 est publié au Rouergue C'est Giorgio, album jeunesse illustré par Loren Capelli. « Dans un monologue, une petite fille exprime son sentiment de solitude et sa perplexité devant son passage à l'âge de l'adolescence. Elle évoque les absents, elle rêve, elle se promène [...] elle trouve un ours en peluche en mauvais état. Elle l'adopte, comme s'il s'agissait de quelqu'un, dit-elle. [...] Un album beau et émouvant, teinté d'humour et de mélancolie », selon  La Revue des livres pour enfants. La critique et formatrice en littérature pour la jeunesse Joëlle Turin écrit à propos de C'est Giorgio : « L'investissement émotionnel de la fillette pour Giorgio correspond à une forme d'illusion, celle d'entrer en contact avec une figure bien plus vivante que les personnes réelles. Le plaisir de lire relève de ce type d'investissement accordant au personnage un statut de personne ». Et selon Nelly Chabrol Gagne : « Le texte, très suggestif dans sa formulation directe, agit comme un accélérateur d'émotions : "Pourtant j'aime trop quand quelqu'un m'accompagne. / Mais quelqu'un est souvent occupé / et quelqu'un d'autre n'est pas là. / Ou alors c'est mon chien qui a fini d'être là / et il n'y a pas d'autre mon chien." »  
En 2010 paraît un nouvel album jeunesse, Kid. La Revue des livres pour enfants écrit : « Dans l'intervalle, la complicité artistique entre Corinne Lovera Vitali et Loren Capelli a grandi encore et le duo pousse très loin tant la recherche formelle que la charge émotionnelle. Voici donc Kid, un chaton crève-la-faim [...] qui demande soin et assistance, alors que la narratrice traverse un moment de grande difficulté – elle va perdre, dans des circonstances différentes, mais presque simultanément, sa mère et son père... Récit d'une disparition et d'une apparition, d'un deuil et d'une adoption, cet album affronte de manière extrêmement exigeante la complexité de la vie et laisse au lecteur – enfant, adulte – une place éminemment responsable ». Selon l'avis critique de Ricochet, il s'agit d'« Un ouvrage exigeant, très personnel ». Kid est finaliste du Prix Baobab 2010 du Salon du livre et de la presse jeunesse.
Les deux albums, C'est Giorgio et Kid, font partie de la « Bibliothèque idéale » du Centre national de la littérature pour la jeunesse (BnF) en 2024.
En 2016 paraissent deux livres : 78 moins 39 et Ce qu'il faut. 78 moins 39 est un long poème hommage au père : « Ni narration, ni description, ni sérieux du "moi", en ce bref recueil de textes courts ». Ce qu'il faut est un livre qui « porte sur la perte et le deuil. Un texte qui se lit comme il s’est écrit, dans une forme d’urgence, pas celle de la précipitation, mais celle de la nécessité intérieure, la forme tendue du va-et-vient dans le temps, sans ponctuation, par petits blocs compacts d’écriture vive. Voix en boucle sonore qui nous parle autant qu’elle se parle, monologue à voix haute, musical et rythmé, dans le déroulement de la pensée et de la syntaxe, de la phrase et de son flot versatile, afin de réinventer le temps par la langue ».
En 2021 est publié Coupe-le, dans la collection « Inventions » des Éditions MF : « Monologue poétique composé de quatre chants, le récit non chronologique de Corinne Lovera Vitali décrit une série d’expériences traumatiques d’une femme à la découverte d’elle-même, entre l’enfance et l’âge adulte. ». Pour Guillaume Contré dans Le Matricule des anges : « Avec ce recueil de nouvelles épileptiques qui se prolongent les unes les autres, Corinne Lovera Vitali propose une confession abrupte et poétique en quête d’intensité. Dans une langue qui fait de la concision une expansion en se débarrassant des virgules et autres ornements, Corinne Lovera Vitali "coupe" dans le gras de l’expérience pour aller à l’essentiel ou pour mieux le contourner, ce qui revient ici, curieusement, au même. Un essentiel chahuté, inquiet, paranoïaque, mélancolique, sexuel, ironique, fuyant, brutal. […] Porté comme on l’est par l’élan de la phrase sans ponctuation, on se laisse peu à peu prendre par cet univers parfois cru. Ça contourne la littérature pour mieux la regarder en face. »

### Activité artistique
Outre les livres, la production de Corinne Lovera Vitali comprend aussi des textes pour des plasticiens,, des dessins, des sons et des vidéos. Ses créations sonores et ses vidéos sont une part importante de ses productions artistiques et littéraires.
En 2006 elle a renommé « NON » l'association créée en 1995 à la mémoire de son fils et de son compagnon. NON est un petit collectif d’artistes et d'auteurs à géométrie variable pratiquant le DIY, et produisant en autonomie des œuvres littéraires, graphiques et musicales, ainsi que des lectures, concerts et expositions,.
En 2018, sa vidéo mon clavier est projetée durant le festival de la littérature hors les livres EXTRA ! au Centre Pompidou.
Son travail d'écriture vidéo est analysé dans le chapitre « Gestes d’écrire / Écrire le geste » rédigé par Gaëlle Théval dans le premier ouvrage de référence consacré aux vidéos d’auteurs, Qu’est-ce que la littéraTube ?, paru en 2023 : « Ce que Corinne Lovera Vitali nomme parfois ses « rikiki youtube écrits pas écrits » sont ainsi autant d’œuvres sur et avec des possibilités d’écritures, des écritures avortées qui produisent des poèmes par le biais de l’écriture tierce que représente alors la vidéo. […] Les captures vidéo de performances d’écriture de Corinne Lovera Vitali, sans se référer en aucune façon au monde du jeu vidéo, rejoignent cependant cette visée, proposant des écritures en performance où le geste même d’écrire est chaque fois réinterrogé, reformulé, comme expérience pratique et physique, ergonomique et psychique. La performance d’écriture relève ainsi nous semble-t-il d’une esthétique des gestes ordinaires ».

## Œuvres

### Littérature et poésie
- Nitti[17],[18], Gallimard, coll. « Blanche », 2002
- Nouvelle Vie[11], Gallimard, coll. « Blanche », 2004
- La Taille des hommes[1], Éditions Comp’Act - l’Act Mem, 2006
- tout ce que je veux, plaquette, éditionsprécipitées, 2006 - 2e édition avec CD, 2011
- scrute le travail, avec CD, éditionsprécipitées, 2011
- absence des cowboys, plaquette, avec des dessins de Stéphane Korvin, Ripopée, 2015
- apnée[13], epub, Contre-Mur, 2015
- 78 moins 39[38],[36], Louise Bottu, 2016
- ce qu’il faut[36], publie.net, 2016 - avec bonus sonores pour la version epub
- ta sœure l’océan mon frèr, plaquette, Littérature mineure/Maison Dagoit, 2017
- ronette et modine, Abrüpt[46], 2019
- coupe-le[10], Éditions MF, coll. « Inventions », 2021
- Kill Jekyll[f], Éditions do, 2022

### Littérature et poésie jeunesse
Albums
- Mon chien et la paix, illustrations Eszter Nagy, Grandir, 1999
- Pettirosso, illustr. Eszter Nagy, Lo Païs - Le Rocher, 2000
- Pique-Assiette !, illustr. Eszter Nagy, Grandir, 2001
- Petite Princesse, illustr. Eszter Nagy, Grandir, 2002
- Chez les lapins[15],[47], illustr. Renaud Perrin, Thierry Magnier, 2006
- le bravo[22], avec Philippe Favier, Thierry Magnier, 2006
- C’est Giorgio[29], illustr. Loren Capelli, Rouergue, coll. « Varia », 2008
- Mon chien entend bien, illustr. Mathis, Thierry Magnier, 2009
- Animalamour, illustr. Mathis, Thierry Magnier, 2009
- Kid[32],[33], illustr. Loren Capelli, Rouergue, coll. « Varia », 2010
- Le Champ d’amour d’Anton[48],[49], illustr. Marion Duval, Casterman, 2016
- mon-gros-mouton-noir : une histoire naturelle[50], illustr. Juliette Barbanègre, Albin Michel Jeunesse, 2017

Romans
- Lise.[19],[8],[12], Thierry Magnier, 2005

- Pirate des Garages-Vides : Rapport[51],[52], Thierry Magnier, 2009

### Écrits courts
Sélection
- « Lone », dans la revue de L’Atelier contemporain no 5, 2002
- « monde », dans Collectif (Patrick Ben Soussan), Cent mots pour les bébés d'aujourd'hui, Éditions Érès, coll. « Mille et un bébés », 2009
- « à perpette », illustration de Anne Herbauts, dans Novembre, mois du Calendrier des instants magiques, Charte des auteurs et illustrateurs jeunesse, 2010
- « couacaisse », texte pour les bébés, composition musicale Aurelio Edler-Copes, commande de la compagnie Éclats, Bordeaux, 2012
- « respect les bébés » dans Spirale, « Cultivons les bébés » (Patrick Ben Soussan), no 93, Éditions Érès, 2020
- « les forces du mien et du bal (1) », sur error, Éditions Abrüpt, 2020
- sur Le Tiers Livre
- sur Remue.net
- sur Tapin2

## Prix et distinctions
- Finaliste Prix Baobab 2015[34] (Salon du livre et de la presse jeunesse) pour Kid illustré par Loren Capelli
- Deux albums de Corinne Lovera Vitali font partie de la « Bibliothèque idéale » du Centre national de la littérature pour la jeunesse (BnF)[35] en 2024 : C'est Giorgio (2008) et Kid (2010), illustrés par Loren Capelli.

## Adaptation
- Le texte de son album Le Champ d’amour d’Anton a fait l’objet d’une interprétation dansée, créée à La Scène nationale / Théâtre d'Orléans en avril 2023[g].